# 舒拉米斯·费尔斯通
舒拉米斯·费尔斯通（英語：Shulamith "Shulie" Firestone，1945年1月7日—2012年8月28日），是一位加拿大裔美国激进女权主义者。作为早期激进女权主义和第二波女性主义运动的中心人物，费尔斯通是三个激进女权主义团体的创始成员之一：纽约激进女性、红丝袜和纽约激进女权主义者。
1970年9月，费尔斯通出版了著作《性的辩证法》，该书成为了女权主义运动中极具影响力的文本。娜奥米·沃尔夫（Naomi Wolf）在2012年谈到这本书时说：“如果不去读这本激进的、有煽动性的、第二波女权运动的里程碑著作，就无法理解女权主义的演变历程。”